# Хроніка друкарської машинки
«Хроніка друкарської машинки»: Вибрані поезії (1993—2001) — ранні поетичні твори українського письменника Анатолія Дністрового, які друкувалися у збірках «Проповідь до магми» (1998), «На смерть Кліо» (1999), «Спостереження» (1999), «Жовта імла» (2001). Збірка опублікована в 2009 році у видавництві «Твердиня» (Луцьк).

## Анотація
«Збірка віршів Анатолія Дністрового є таким собі вибраним 1993—2001 років — написаним у докомп'ютерну добу і друкованим на машинці „Optima“. Задуманість, метафоричність, згущена образність, сумна дотепність — усі ці риси поезії в книжці найкраще і наймайстерніше виявляються у верлібрах».

## Поет Юрій Бедрик про ранню поетичну творчість Дністрового
|  | Поезія Дністрового бачиться мені не стільки поезією дії, скільки поезією напруги, породженої її відсутністю. Це – влаштоване за своїми таємничими законами царство статики. А сама статика, якщо вона звернена не тільки до розуму, а й до чуттів, і зорієнтована при тому не на реакцію ностальгії та меланхолії, а на реакцію страху, – це вже, погодьтеся, щось претензійне й нестереотипне, як на сучасну літературу. …те, що саме у віршах Дністрового більше відводиться місця епохальним, не тимчасовим і «позакадровим» станам, – чи не найголовніша відмінність його поетичного доробку від його ж парадоксально-ситуативної прози (Юрій Бедрик. "Наприкінці механічного часу, або Перша спроба зрозуміти Анатолія Дністрового поза контекстом його покоління") |

.

## Рецензія
- Олег Коцарев про збірку «Хроніка друкарської машинки» на порталі «Критики»